# Brad Knighton
Brad Knighton est un joueur américain de soccer né le 6 février 1985 à Hickory en Caroline du Nord. Il joue au poste de gardien de but.

## Biographie
En décembre 2013, Knighton et transféré au Revolution de la Nouvelle-Angleterre.
Le 4 janvier 2023, il annonce sa retraite sportive et intègre l'encadrement technique du Revolution comme entraîneur de l'équipe des moins de 17 ans du club.

## Palmarès
Revolution de la Nouvelle-Angleterre
- Vainqueur du Supporters' Shield en 2021

 Carolina RailHawks
- Vainqueur de la saison régulière de NASL en 2011